# امباتومیرهاواوی
امباتومیرهاواوی (به لاتین: Ambatomirahavavy) یک سکونتگاه مسکونی در ماداگاسکار است که در ایتاسی واقع شده‌است.

## خصوصیات
امباتومیرهاواوی ۱۱٬۰۰۰ نفر جمعیت دارد و ۱٬۲۸۵ متر بالاتر از سطح دریا واقع شده‌است.